# عوده أبو تايه (مسلسل)
عودة أبو تايه - أخو عليا هو مسلسل درامي بدوي حربي تشويق وتاريخي حديث من إنتاج المركز العربي للإنتاج الإعلامي - الأردن، لعام 2008، المنتج عدنان العوامله، المنتج التنفيذي طلال العوامله، إخراج بسام المصري، كتابة محمود الزيودي، وبطولة منذر رياحنة.
عودة أبو تايه هو أحد زعماء البدو الذين أرسل اليهم فيصل بن الشريف حسين للثورة على الحكم التركي فلم يتردد، وبادر بالتوجه إلى معسكره في منطقة الوجه، فتح مجيؤه الباب على مصراعيه للعمل الحربي، وحرر العقبه وهو ما عجز عنه الإنجليز، وبذاك وصلت العمليات العسكرية إلى قلب الجبهة التركية في سوريا.

## قصة المسلسل
ولد عوده أبو تايه عام 1850 وهو الابن الرابع بين خمسة أشقاء وشقيقة واحدة تدعى علياء وهي التي اشتهر بنخوته بها إذ كان يلقب بـأخو علياء. والده حرب أبو تايه هو زعيم القسم الشرقي من قبيلة الحويطات. انتقلت الزعامة إلى عوده وهو في العشرين من عمره، بالرغم من وجود أشقائه الأكبر سناً، وسرعان ما ذاع صيته بين القبائل ولمع اسمه في محافل البادية بل إن الخشية من آثار غزواته لم تقتصر على البدو، وإنما امتدت إلى رجال الدولة العثمانية، بالإضافة إلى أنه كان ملجأً يلوذ إليه كل شخص محكوم بالسجن أو غير دافع للضرائب أو فار من التجنيد الإجباري، ولعل هذا هو ما حدا بالصحفي الأمريكي لويل توماس بأن يكنيه بـروبن هود.
لقد كان العداء مستحكماً بين عوده والدولة العثمانية، وكان أحد الزعماء العرب الذين أرسل إليهم فيصل ابن الشريف حسين يدعوهم للإسهام في الثورة ضد الحكم التركي فلم يتردد، وبادر في أوائل نيسان 1917 بالتوجه إلى معسكر فيصل في منطقة الوجه. فتح مجيء عوده الباب على مصراعيه للعمل الحربي في سوريا وحقق بفتح العقبة ما عجز عنه الإنجليز. ففتح الباب أمام العمليات العسكرية إلى قلب الجبهة التركية في منطقة كانوا يعتبرونها حصينة الأمر الذي يعني امتداد الثورة إلى سوريا الطبيعية.

## بطولة
منذر رياحنة، نبيل المشيني، دانا جبر، عاكف نجم، محمد العبادي، حسن الشاعر، أحمد العمري، رفعت النجار، نجلاء عبدالله، نجلاء سحويل.

## الجوائز
شارك المسلسل في مهرجان القاهرة للإعلام العربي عام 2008 ونال الجوائز التالية:
1- جائزة الإبداع الذهبية لأحسن سيناريو.
2- جائزة الإبداع الذهبية لأحسن إخراج.
3- جائزة الإبداع الذهبية وشهادة لأحسن تمثيل.
4- جائزة الإبداع الذهبية لأحسن إضائة.
5- جائزة الإبداع الذهبية لأحسن موسيقى تصويرية.
6- جائزة الإبداع الذهبية لأحسن ملابس.
7- جائزة أفضل إنتاج.